# Bogdan George Apetri
Bogdan George Apetri (Piatra Neamț, 2 de febrer de 1976) és un productor , director de cinema i escriptor romanès. També és director de fotografia i editor. Va estudiar cinema i fotografia a la Universitat de Colúmbia.

## Filmografia
- 2002 : Corny  (curtmetratge)
- 2002 : The Arrival of the Train at the Station (curtmetratge)
- 2003 : Crossing (curtmetratge)
- 2006 : O foarte scurta trilogie despre singuratate (curtmetratge)
- 2008 : Ultima zi in decembrie (curtmetratge)
- 2010 : Periferic
- 2020 : No identificat (Neidentificat)[3]
- 2021 : Miracol[4]